# Nhà khách Quốc gia Điếu Ngư Đài
Nhà khách Quốc gia Điếu Ngư Đài (tiếng Trung: 钓鱼台国宾馆) là công trình vườn hoa cổ của hoàng gia, nay là khu phức hợp khách sạn và nhà nghỉ mang giá trị lịch sử ở Bắc Kinh, Trung Quốc. "Điếu ngư đài" có nghĩa là "đài câu cá"; sở dĩ có cái tên này bởi vì nơi đây từng là địa điểm câu cá ưa thích của hoàng đế Kim Chương Tông.
Địa danh này không hề có liên quan đến quần đảo Điếu Ngư Đài/Senkaku tranh chấp giữa Trung Quốc và Nhật Bản. Khu phức hợp khách sạn này cũng được liệt vào Bắc Kinh thập đại công trình, danh sách liệt kê các công trình kiến trúc tiêu biểu năm 1959 kỷ niệm 10 năm thành lập Cộng hòa Nhân dân Trung Hoa.
Nhà khách tọa lạc tại Hải Điến, nằm về phía tây của đường Sanlihe và phía đông của công viên Ngọc Uyên Đàm (玉渊潭公园). Nhà khách này thường được dùng làm nơi ở cho các yếu nhân nước ngoài và các quan chức cấp tỉnh tới thăm viếng Bắc Kinh. Trong lúc diễn ra cách mạng Văn hóa, đây cũng là nơi cư ngụ thường xuyên của Giang Thanh, tức Mao phu nhân. Thời gian gần đây Nhà khách Quốc gia Điếu Ngư Đài đã mở cửa để đón khách thông thường (không phải các nhân vật chính trị).